# Memories (film 2014)
Memories è un cortometraggio del 2014 diretto da Vincenzo Alfieri. Il regista ne ha firmato anche la sceneggiatura, la produzione e il montaggio.

## Trama
In un mondo senza tempo e identità, Andrew, un giovane poliziotto tormentato dagli incubi del suo passato e da una grave dipendenza dall'alcol, sta dando la caccia a un pericoloso assassino conosciuto come Barbie Killer, poiché è solito lasciare delle bambole Barbie, accanto ai corpi annegati delle sue vittime. Presto si troveranno faccia a faccia e una terribile verità sulle loro Memorie, li farà avvicinare.

## Distribuzione
Nel 2016 Memories è stato acquistato da Mediaset e distribuito nei suoi canali.

## Riconoscimenti
- 2015 - Worldfest Houston
  - Corto di platino
- 2015 - Fantafestival
  - Pipistrello d'oro
- 2015 - Roma Cinema Doc
  - Miglior corto
- 2015 - Los Angeles Independent Film Festival
  - Miglior corto straniero
- 2015 - Rome Web Awards
  - Miglior corto
  - Miglior attore protagonista (Giulio Pampiglione)
  - Miglior attore non protagonista (Cosma Brussani)
  - Miglior montaggio
  - Miglior regista